# Viktorija
Victoria je latinska riječ za "pobjedu", a koristi se kao ženski oblik osobnog imena, koje odgovara muškom obliku Victor. Ime se odnosi na Viktoriju, rimsku božicu pobjede.

## Inačice imena
U većini jezika oblik je sličan: Victoria, Viktorija, Vittoria, Victoire, i kao deminutiv Viki, Vikica, Vicky...

## Osobno ime
- Viktorija, kraljica Ujedinjenog Kraljevstva (1819. – 1901.)
- Victoria Abril (1959.), španjolska glumica i pjevačica
- Victoria, švedska krunska princeza (1977.)
- Viktorija Čmilytė (1983.), litvanska šahistica
- Viktorija Koblenko (1980.), nizozemska glumica
- Viktorija Azarenka (1989.), bjeloruska tenisačica
- Viktoria Rebensburg (1989.), njemačka skijašica

## Prezime
- Tomás Luis de Victoria (1548. – 1611.), španjolski skladatelj i orguljaš
- Guadalupe Victoria (1786. – 1843.), prvi predsjednik Meksika

## Fiktivne osobe
- Victor/Victoria, film Blake Edwardsa iz 1982.

## Glazba
- Viktorija, srpski glazbeni sastav